# 吉津村 (京都府)
吉津村（よしづむら）は、京都府与謝郡にあった村。現在の宮津市須津・文珠にあたる。

## 地理
- 海洋：宮津湾
- 山岳：妙見山、倉梯山
- 河川：野田川

## 歴史
- 1889年（明治22年）4月1日 - 町村制の施行により、須津村・文珠村および鍛冶町の一部（文珠街道沿いの町地）の区域をもって発足。
- 1954年（昭和29年）6月1日 - 宮津町・栗田村・府中村・日置村・世屋村・養老村・日ケ谷村と合併して宮津市が発足。同日吉津村廃止。

## 交通

### 鉄道路線
- 日本国有鉄道
  - 宮津線（現・京都丹後鉄道宮豊線）
    - 天橋立駅 - 岩滝口駅

### 道路
- 国道176号

現在は旧村域に宮津与謝道路の与謝天橋立インターチェンジが所在するが、当時は未開通。

## 名所・旧跡・観光スポット・祭事・催事
- 天橋立